# ワタスゲ
ワタスゲ（綿菅、学名：Eriophorum vaginatum）は、カヤツリグサ科ワタスゲ属の多年草。別名でスズメノケヤリ（雀の毛槍）という。

## 分布
北半球の高山や寒地に分布する。日本では北海道から中部地方以北の高山帯から亜高山帯の高層湿原に分布し、大群生をつくることが多い。基準標本はヨーロッパのもの。

## 特徴
高さ30-50 cm。花期は5-6月。白い綿毛を付けるのは6-8月。花が終わると直径2-3 cmの名前の由来ともなっている白い綿毛を付ける。

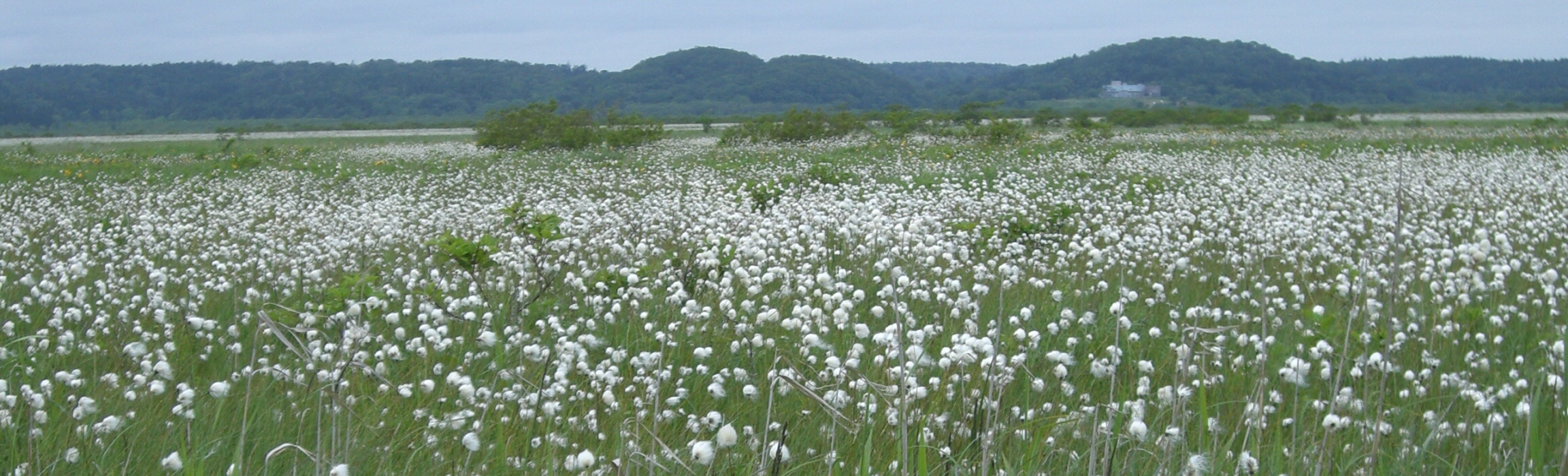
霧多布湿原のワタスゲの群落、7月中旬に湿原の一角が真白になる

- 田代山湿原のワタスゲ 2008年7月
- 西吾妻山のワタスゲの花 2011年6月

### 綿毛について
ワタスゲの綿毛が種子に付いた毛であるという誤解は一定あるようで、清水(1997)は敢えてこれを否定した後に説明を始めている。実際にこの綿毛は種子(正確には果実、更に言えば痩果)から出ているのではなく、その基部から伸びている。これは花被片と呼ばれるもので、普通の花の萼や花弁に当たる。このような種子はタンポポと同様に綿毛と共に風で飛ぶ。
カヤツリグサ科の花はユリのような単子葉植物の基本的な花の姿から風媒花へと進化し、その過程で花被片を退化させ、とても地味な姿になった。カヤツリグサ属やスゲ属ではそれらは完全になくなっているが、本種の含まれるワタスゲ属や、広義のホタルイ属などでは存在することが多く、ただし糸状や刺針状などとても退化的な形であり、花を包む鱗片の内側に隠れてしまっている。本属もその点では同じであり、開花時には糸状の花被片は目につかない。ところが花が終わり、果実が成熟する間にこれが長く伸び出し、鱗片から長くはみ出し、目立つようになる。しかもこのような花被片は他の属では普通は6までなのだが、本属では細かく分かれて10-25にもなり、尚更に目立つものとなっている。

## 近縁種
- チシマワタスゲ（英語版） Eriophorum scheuchzeri - ユーラシア大陸に広く分布する[1]。
  - エゾワタスゲ Eriophorum scheuchzeri var. tenuifolium - 大雪山などの高層湿原に分布する日本の固有変種[1]。
- サギスゲ Eriophorum gracile